# Lysimachia decurrens
Lysimachia decurrens är en viveväxtart som beskrevs av Johann Georg Adam Forster. Lysimachia decurrens ingår i släktet lysingar, och familjen viveväxter. Inga underarter finns listade i Catalogue of Life.